# Heubach (Ebern)
Heubach ist ein Gemeindeteil der Stadt Ebern im unterfränkischen Landkreis Haßberge in Bayern.

## Geografie
Das Dorf liegt im östlichen Teil des Landkreises im Baunachgrund, etwa 1,5 Kilometer südwestlich von Ebern. Der Eichelbach, ein rechter Zufluss der Baunach, durchfließt den Ort. Die Ortsteile diesseits und jenseits des Baches werden im Volksmund auch als Ober- und Unterheubach bezeichnet. Die Bundesstraße 279 führt östlich an Heubach vorbei. Die Kreisstraße HAS 51 von Ebern nach Reutersbrunn führt durch das Dorf.

## Geschichte
Der Ortsname geht eventuell auf das mittelhochdeutsche Wort heie für „Hegung, gehegter Wald“ zurück.
Die erste urkundliche Nennung war 1231, als der Würzburger Bischof Hermann Ludwig von Ruhenecke Güter in „Heinebach“ zurückgab.
Die nächste Nennung folgte 1232 in der Teilungsurkunde des Würzburger Bischofs Hermann, in der Ebern von der Pfarrei Pfarrweisach getrennt wurde und unter anderem „hipach“ zur Pfarrei Ebern kam. 1433 musste Nikolaus von Hohnhausen für seine Felder in „Heipach“ Zinsen an die von Rotenhan bezahlen. 1582 erhielten die Herren von Rotenhan einen Hof zu „Heibach“ als Würzburger Lehen. Im 16. Jahrhundert war der Ort eine  große bäuerliche Siedlung und ein Ganerbendorf.
Im Jahr 1828 wurde Heubach Ruralgemeinde und 1862 in das neu geschaffene bayerische Bezirksamt Ebern eingegliedert. Das Dorf zählte im Jahr 1871 160 Einwohner, von denen 157 Protestanten waren, und 38 Wohngebäude. Es gehörte zur evangelischen Pfarrgemeinde im 2,5 Kilometer entfernten Rentweinsdorf, wo sich auch die evangelische Bekenntnisschule befand. 1900 hatte die 326 Hektar große Gemeinde 137 Einwohner und 36 Wohngebäude und 1925 lebten in Heubach 159 Personen, von denen 7 katholisch waren, in 33 Wohngebäuden. Die zuständige katholische Pfarrgemeinde befand sich 1,8 Kilometer entfernt in Ebern.
1950 hatte das Dorf 244 Einwohner und 31 Wohngebäude. Im Jahr 1961 zählte Heubach 243 Einwohner und 47 Wohngebäude. 1970 waren es 273 und 1987 281 Einwohner sowie 67 Wohngebäude mit 84 Wohnungen.
Am 1. Juli 1972 wurde Heubach nach Ebern eingegliedert. Zeitgleich folgte im Rahmen der Gebietsreform die Auflösung des Landkreises Ebern und Heubach kam mit Ebern zum Haßberg-Kreis.

## Baudenkmäler
In der Bayerischen Denkmalliste sind insgesamt zwei Baudenkmäler in Heubach aufgeführt.